# Communauté de communes la Brie Centrale
Die Communauté de communes la Brie Centrale ist ein ehemaliger französischer Gemeindeverband mit der Rechtsform einer Communauté de communes im Département Seine-et-Marne in der Region Île-de-France. Sie wurde am 21. Dezember 2004 gegründet und umfasste acht Gemeinden. Der Verwaltungssitz befand sich im Ort Verneuil-l’Étang.

## Historische Entwicklung
Mit Wirkung vom 31. Januar 2016 wurde der Gemeindeverband aufgelöst und seine Mitgliedsgemeinden auf die Communauté de communes Brie Nangissienne und die Communauté de communes Brie des Rivières et Châteaux aufgeteilt.

## Ehemalige Mitgliedsgemeinden
1. Andrezel
2. Argentières
3. Beauvoir
4. Champdeuil
5. Champeaux
6. Fouju
7. Verneuil-l’Étang
8. Yèbles